# Tommaso Aldobrandini
Tommaso Aldobrandini, né à Florence en 1540 et mort en 1572, est un ecclésiastique et philologue italien, fils de Silvestro Aldobrandini, et frère du pape Clément VIII.

## Biographie

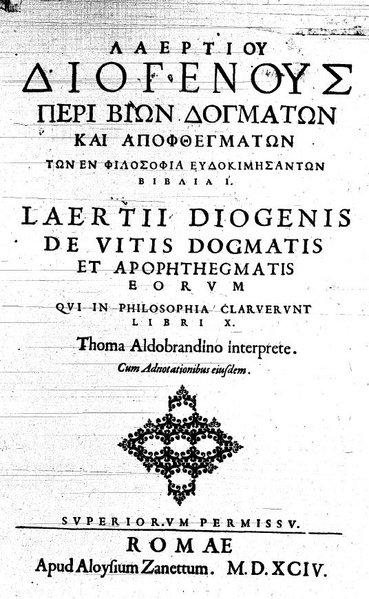
Vies, doctrines et sentences des philosophes illustres. Première page de l'édition de 1594 (texte grec et traduction latine), traduction de Tommaso Aldobrandini

On ignore les circonstances de sa vie ; on peut seulement conjecturer, d’après des lettres de quelques-uns de ses contemporains, qu’elle fut assez agitée sous le pontificat de Pie IV ; sous celui de Pie V, il fut plus tranquille, et remplit, auprès de ce pape, l’emploi de secrétaire des brefs.
Il mourut encore jeune, avant d’avoir pu mettre la dernière main à sa traduction latine des Vies, doctrines et sentences des philosophes illustres, de Diogène Laërce, avec de savantes notes. Cet ouvrage fut publié à Rome, en 1594, in-fol., grec et latin, par le cardinal Pietro Aldobrandini, neveu de l’auteur. Plusieurs savants ont fait l’éloge de la traduction et des commentaires, entre autres, Isaac et Méric Casaubon.
On trouve, dans les lettres de Piero Vettori, des traces d’un autre ouvrage de Tommaso Aldobrandini : c’était une paraphrase latine du dernier livre d’Aristote, de physico Auditu. Tommaso avait envoyé ce travail à Piero Vettori, pour lui demander ses conseils, et Vettori lui répond, en date du mois de février 1568, en lui donnant de grands éloges. Les notes de ce savant ont reparu dans le Diogène Laërce de Meibomius.

## Œuvres
- Laertii Diogenis De vitis dogmatis et apophthegmatis eorum qui in philosophia claruerunt libri X, Thoma Aldobrandino interprete, Rome, apud Aloysium Zanettum, 1594.